# Palazzo Maccarani Odescalchi

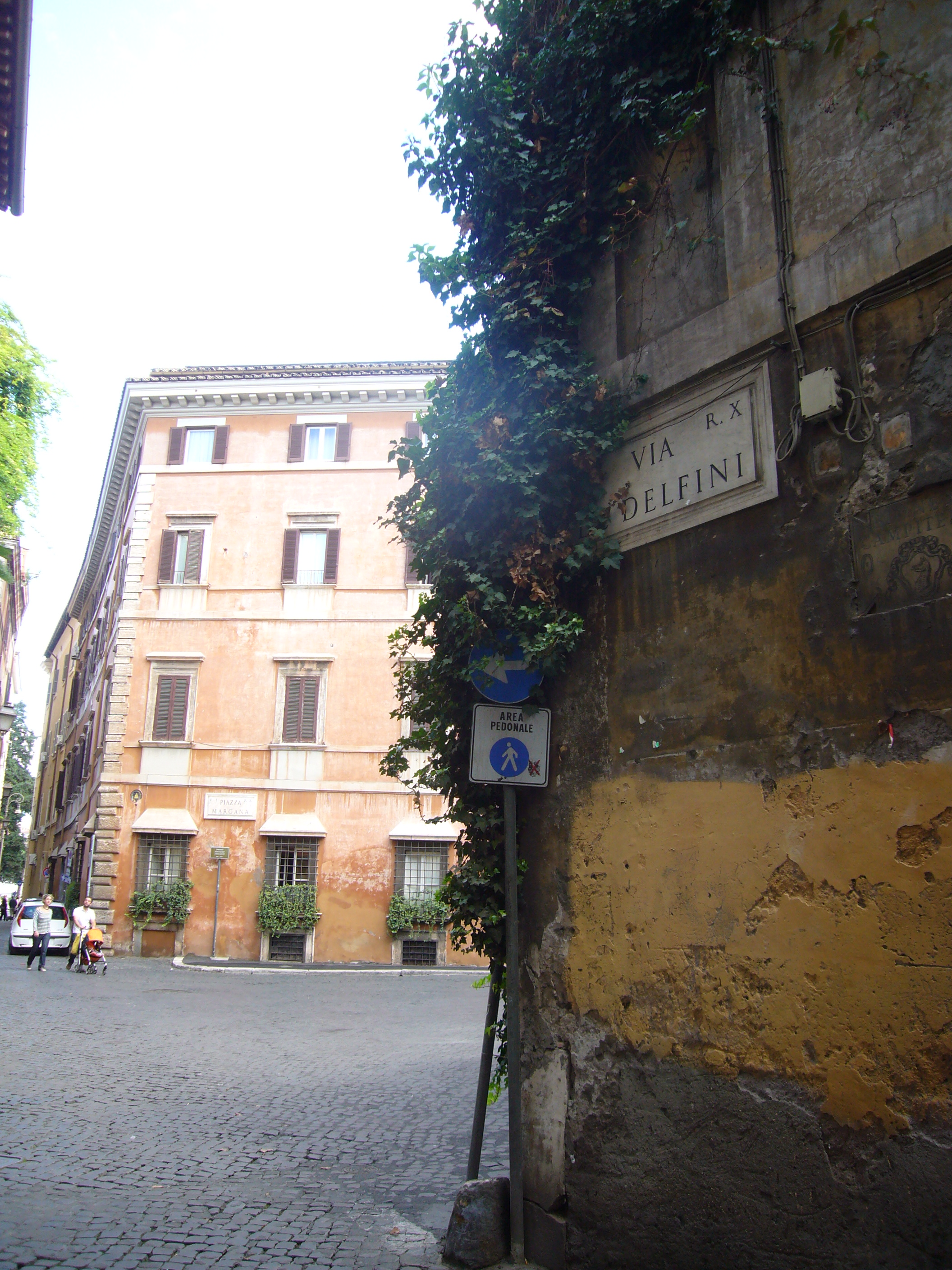
Vista do palácio a partir da Via dei Delfini, do outro lado da Piazza Margana.

Palazzo Maccarani Odescalchi é um palácio maneirista localizado na Piazza Margana, no rione Campitelli de Roma. 

## História
Este grandioso paláico foi construído no século XVI para a família Maccarani, oriunda do Ducado de Milão e presente na cidade desde o século XI e aparentada com os Cesi e os Visconti. Na segunda metade do século XVI, o edifício foi adquirido pelos príncipes Odescalchi, que ainda hoje são os proprietários
. 
Atualmente o palácio é a sede da embaixada permanente na Itália da Organização das Nações Unidas. 

## Descrição
O palácio está bem conservado graças a uma criteriosa reforma e de uma reestruturação realizadas no século XIX, que incluiu o novo ático com pequenas janelas sobre o belo beiral com mísulas e a modificação do pátio interno. A fachada, marcada por duas cornijas marcapiano e por esquinas de silhares rusticados, apresenta seis janelas no piso térreo com arquitraves em formato de toldos. As sete janelas no piso nobre e no segundo piso contam somente com uma arquitrave simples.
Do portal, descentralizado e rusticado, se chega ao pátio interno onde estão fragmentos arquitetônicos e inscrições antigos. Está ali também um belo ninfeu decorado com bustos antigos de mármore no qual a água jorra a partir de um prótomo leonino..